# Genie in the House
Genie in the House ist eine britische Sitcom, die seit dem 1. Juni 2008 auf dem Kindersender Nickelodeon ausgestrahlt wird. Das Originalkonzept der Serie basiert auf einer französisch-englischen Co-Produktion.

## Handlung
Als der alleinerziehende Vater Philip Norton mit seinen Töchtern Emma und Sophie in ein altes Haus zieht, finden die beiden Mädchen auf dem Dachboden eine alte Lampe, aus der sie aus Versehen den Flaschengeist Adil befreien. Adil ist allerdings nur ein Dschinn-Lehrling und deshalb misslingen seine Zauber meistens. Aus diesem Grund erlässt Vater Philip ein striktes Magie- und Wunschverbot, an das sich seine Töchter natürlich nicht halten. Adils kleine und große Fehler führen immer wieder zu Verwirrungen. So passiert es zum Beispiel, dass Goldfische singen lernen, die Mona Lisa samt Museumswand plötzlich im Wohnzimmer steht oder Urahnen aus der Steinzeit plötzlich in der Küche sitzen.

### Handlungsorte
Der Haupthandlungsort der Serie ist das Wohnhaus der Nortons.
Am häufigsten werden das Wohnzimmer, die Küche und das Zimmer von Emma und Sophie genutzt, manchmal auch Philips Büro und der Garten. In der dritten Staffel gibt es in der Folge „Our House“ eine Puppenhaus-Version des Hauses zu sehen.
In der zweiten Staffel gab es einige Umbauarbeiten im Haus. Zum Beispiel war in Staffel eins unter der Treppe eine Art Wandschrank, der in der Staffel zwei zu einem Durchgang in den Garten wurde. Links neben der Küchentür befindet sich noch eine Tür, die ebenfalls in die Küche und zum Garten führt.
Sonstige Orte
- Die Stadt oder Vorstadt, in der die Nortons leben, heißt North Southport
- Schule: Die Schule, die Emma und Sophie besuchen, ist die „North Southport Highschool“.
- Balamkadaar: Die Heimat von Adil. In den Folgen „Könige und Kamele Teil 1–3“ wird das Haus der Nortons nach Balamkadaar teleportiert.
- Saftbar „Crush“: Dort arbeiten Sophie und Emma in den neueren Staffeln.
- Ein unbekanntes Theater in dem Max in der Folge Maxie goes to Hollywood Hamlet nachspielt.

## Hauptcharaktere
Adil, der Flaschengeist
Adil wurde im 6. Jahrhundert in den Außenbezirken der fiktionalen Stadt Balamkadaar geboren. In Menschenjahren ist er 15 Jahre alt, in Geniejahren 1500. Sein Vater war ebenfalls ein Flaschengeist, und seine Mutter war Lehrerin für den Tanz der sieben Schleier. Seine Eltern schickten ihn in eine Dschinn-Schule, in der er aber kein großes Talent zeigte. Bei einer Mutprobe kletterte er in eine Lampe und schloss sich unabsichtlich selbst ein. Genau in diesem Moment wurde die Schule von den 40 Räubern überfallen, die die Lampe mitnahmen. Adil wurde in Ali Babas Höhle vergessen und gelangte von Hand zu Hand auf den Dachboden des Norton-Hauses.
Adil ist sehr stolz, ein Dschinn zu sein, und immer willig, seinen neuen Meistern zu Diensten zu sein. Dabei ist er oft übereifrig und versagt wegen seiner unzureichenden Ausbildung. Für Außenstehende und Besucher gilt er als französischer Austauschschüler. Er trägt fast immer sein Flaschengeistkostüm: rote Schnabelschuhe, rote Pluderhose, rote Weste und einen roten Turban.
In der dritten Staffel wünscht sich Emma versehentlich, dass Adil kein Dschinn mehr ist, worauf er diesen Wunsch auch erfüllt. Nun trägt er normale Kleidung und geht mit Emma und Sophie zur Schule. Die einzigen Verwandten von Adil, die bereits vorkamen, sind seine Mutter Djamila (Folge: „Liebste Mutter“) und sein kleiner Bruder Junior (Folge: „Der Quälgeist“). Er hat noch einen anderen Bruder namens Arib, welchen er aber nur auf der Seite www.genieinthehouse.com erwähnt.
Philip Norton
Philip Norton ist ein erfolgreicher und talentierter Produktdesigner, der aber ständig wegen Abgabeterminen Stress mit seinem Chef Max hat. Nebenbei muss er sich mit zwei pubertierenden Teenagermädchen und einem übereifrigen Genie herumschlagen. Das Wunsch- und Zaubereiverbot hat er erlassen, weil die Mädchen sich nicht daran gewöhnen sollen, dass man Dinge bekommt, ohne für sie zu arbeiten. Trotz allen Chaos liebt er Adil wie den Sohn, den er nie hatte.
Sophie Norton
Die 16-jährige Sophie ist sehr an den Hintergründen der Welt interessiert und liebt Physik, Chemie, Geschichte und Mathematik. Sie würde am liebsten zur Universität gehen und so viele Fächer und Sprachen wie möglich studieren. Bei der ganzen Arbeit für die Schule nimmt sie sich keine Zeit für die Liebe. Adil fasziniert sie, weil er etwas Neues, Unentdecktes und Unerforschtes darstellt. Allerdings ist Sophie auch nicht der reinste Unschuldsengel, denn sie ist auch gerne versucht, Wünsche zu äußern, was Philip strengstens verboten hat.
Emma Norton
Im Gegensatz zu ihrer Schwester langweilt sich die 15-jährige Emma in der Schule, da sie diese für unwichtig hält, obwohl sie keineswegs dumm ist. Am liebsten verbringt sie ihre Zeit mit ihren Freunden, auf Partys oder beim Umräumen des Hauses, doch auch sie bricht das Wunsch- und Zauberverbot. Sie ist sehr begabt in der Modewelt und träumt davon später einmal für ein bekanntes Modelabel zu arbeiten und ihre eigene Kollektion herauszubringen.
Max Baxter
Philips Chef und der Onkel von Emma und Sophie. Der Name aller Arbeiten und Designs von Philip beginnen mit Max Baxter. In einer Folge wird er Meister von Adil, in einer anderen zieht er bei den Nortons ein, weil er sich von seiner Frau getrennt hat. Er hat eine Nichte namens Louise (Folge: „Pony Tale“) und einen Neffen namens Sam (Folge: „Our House“).
Caroline Smart
Die Nachbarin der Nortons ist Grundschullehrerin und etwa im selben Alter wie Philip. Sie kommt meistens ohne anzuklopfen zur Tür herein. Caroline hat keinen Sinn für Klamotten, weshalb sie Emma in einer Folge bittet, sie für ihr Blind Date umzustylen. Sie hat keine Ahnung, dass Adil ein Geist ist, jedoch erfährt sie es in einer Folge von Emma. In der zweiten Staffel lernt sie jemanden kennen, die beiden heiraten und ziehen nach Frankreich.
Annabelle Scott
Sie ist Emmas Rivalin in der Schule und ihre Konkurrenz in Sachen Mode. Annabelle hat einen reichen Vater, der ihr immer alles kauft, wie z. B. einen rappenden Kakadu für den Biologieunterricht. In einer Folge gibt sie vor in Adil verliebt zu sein, nur um an Emmas Entwurf für einen Modewettbewerb zu kommen. Dabei findet sie auch heraus, dass Adil ein Geist ist. Allerdings wird sie von Sophie durch einen missglückten Wunsch dabei beobachtet und ihr Gedächtnis gelöscht.
Peggy
Sie ist die Nachbarin der Nortons, nachdem Caroline nach Frankreich weggezogen ist. Peggy ist sehr neugierig und manchmal alles andere als freundlich. In der Folge „Junior Genie“ erfährt sie, dass Adil und sein Bruder Geister sind, und wird Juniors neue Meisterin. Da sie Journalistin eines Vorstadt-Magazins ist, versucht sie, die Geschichte mit den Flaschengeistern als Artikel herauszubringen, wird aber von den Nortons davon abgebracht und Adil löscht ihre Erinnerungen.
Abdab
Abdab ist ein Geist. Er wollte Adil loswerden, wurde aber leider verhaftet. Er kam zurück, wurde er aber von Adil in eine Kugel gefangen und ins Weltall befördert.
Clive Collins
Er ist Sophies Freund und erst seit der zweiten Staffel dabei. Clive wohnt direkt auf der anderen Straßenseite und kommt oft herüber, um mit Sophie irgendein Projekt fertigzustellen. Er liebt Sophie, ist aber zu schüchtern, um ihr seine Liebe zu gestehen. In der Folge "Sag es mit einem Lied" gesteht er Sophie seine Liebe, kann sich aber danach nicht mehr daran erinnern, als der Wunsch vorüber ging. Er hat eine Cousine namens Kara, die in der 3. Staffel zu Besuch kommt und von der Sophie denkt, sie wäre seine Freundin.

## Synchronisation
| Rolle                   | Darsteller      | Synchronsprecher |
| ----------------------- | --------------- | ---------------- |
| Adil, der Flaschengeist | Jordan Metcalfe | Christian Stark  |
| Sophie Norton           | Katie Sheridan  | Julia Fölster    |
| Emma Norton             | Vicky Longley   | Mia Diekow       |
| Phillip Norton          | Adam Morris     | Volker Hanisch   |
| Onkel Max               | Angus Kennedy   |                  |
| Caroline                | Victoria Gay    | Svenja Pages     |

## Staffeln

### Ausstrahlung
| Staffel   | Folgen | Ausstrahlung (GB) Nickelodeon      | Ausstrahlung (Deutschland / Österreich) Nickelodeon |
| --------- | ------ | ---------------------------------- | --------------------------------------------------- |
| Staffel 1 | 26     | 29. Mai 2006 – 30. Oktober 2006    | 1. Juni 2008 – 10. August 2008                      |
| Staffel 2 | 26     | 17. Januar 2009 – 7. März 2009     | 5. November 2007 – 27. Mai 2008                     |
| Staffel 3 | 12     | 3. November 2008 – 14. August 2009 | 23. Januar 2010 – 29. November 2010                 |
| Staffel 4 | 14     | 9. November 2008 – 29. August 2009 | 30. November 2010 – 5. Februar 2011                 |

## Episoden
| Nr.       | Deutscher Titel                | Originaltitel           | Erstausstrahlung USA | Erstausstrahlung Deutschland |
| --------- | ------------------------------ | ----------------------- | -------------------- | ---------------------------- |
| 1 (1-01)  | Zu gut geklont                 | The Clones              | 29. Mai 2006         | 2. Juni 2008                 |
| 2 (1-02)  | Hilfe, sie liebt mich!         | My New Best Friend      | 30. Mai 2006         | 3. Juni 2008                 |
| 3 (1-03)  | Cave-Dad                       | Cave Dad                | 31. Mai 2006         | 4. Juni 2008                 |
| 4 (1-04)  | Das Grinsen der Mona Lisa      | Say Cheese              | 1. Juni 2006         | 5. Juni 2008                 |
| 5 (1-05)  | Mein Date bellt!               | Puppy Love              | 2. Juni 2006         | 1. Juni 2008                 |
| 6 (1-06)  | Ein neuer Hausgeist            | Teacher Adil            | 5. Juni 2006         | 29. Juni 2008                |
| 7 (1-07)  | Die Girlband                   | Girlband                | 6. Juni 2006         | 7. Juli 2008                 |
| 8 (1-10)  | Daddy Cool                     | Daddy Cool              | 7. Juni 2006         | 14. Juni 2008                |
| 9 (1-08)  | Ein Geist zu viel              | Cuckoo in the Lamp      | 8. Juni 2006         | 15. Juni 2008                |
| 10 (1-09) | Die Sache mit der Stirnlampe   | Kidding Around          | 9. Juni 2006         | 16. Juni 2008                |
| 11 (1-11) | Mozart – Superstar             | Rock Me Amadeus         | 12. Juni 2006        | 23. Juni 2008                |
| 12 (1-12) | Max wird Meister               | Maxed Out               | 3. Juni 2006         | 24. Juni 2008                |
| 13 (1-13) | Großer Zwerg – kleiner Zwerg   | 14. Juni 2006           | 14. Juni 2006        | 25. Juni 2008                |
| 14 (1-14) | Saturday Night Philip          | Do You Want to Dance?   | 9. Oktober 2006      | 26. Juni 2008                |
| 15 (1-15) | Zappy Birthday!                | Control Freak           | 10. Oktober 2006     | 27. Juni 2008                |
| 16 (1-16) | Ein Toupet kommt selten allein | Living Doll             | 11. Oktober 2006     | 22. Juni 2008                |
| 17 (1-17) | Der goldene Kelch              | Game On                 | 12. Oktober 2006     | 23. Juni 2008                |
| 18 (1-18) | Meine Rolle, deine Rolle       | Out of Our Minds        | 16. Oktober 2006     | 24. Juni 2008                |
| 19 (1-19) | Emma, übernehmen Sie...        | For Your Spies Only     | 17. Oktober 2006     | 25. Juni 2008                |
| 20 (1-20) | Eine Nasenlänge...             | Election Selection      | 18. Oktober 2006     | 4. August 2008               |
| 21 (1-21) | Zurück aus der Zukunft         | No Time Like the Future | 19. Oktober 2006     | 5. August 2008               |
| 22 (1-22) | Hier kommt Sophie!             | Me Me Me                | 23. Oktober 2006     | 6. August 2008               |
| 23 (1-23) | Verliebt in Adil               | I Love Adil             | 24. Oktober 2006     | 7. Juni 2008                 |
| 24 (1-24) | Liebste Mutter                 | Mummy Dearest           | 25. Oktober 2006     | 8. Juni 2008                 |
| 25 (1-25) | Einmal Hexe sein               | Witch Way               | 26. Oktober 2006     | 9. Juni 2008                 |
| 26 (1-26) | Emma TV                        | Emma TV                 | 30. Oktober 2006     | 28. Juni 2008                |

| Nr.       | Deutscher Titel                         | Originaltitel             | Erstausstrahlung USA | Erstausstrahlung Deutschland |
| --------- | --------------------------------------- | ------------------------- | -------------------- | ---------------------------- |
| 27 (2-01) | Das Blubbertier                         | The Blob                  | 5. November 2007     | 17. Januar 2009              |
| 28 (2-02) | Sag es mit einem Lied                   | I Feel Like Singing       | 6. November 2007     | 17. Januar 2009              |
| 29 (2-03) | Böse Geister, gute Geister              | Return of Abdab           | 7. November 2007     | 17. Januar 2009              |
| 30 (2-04) | Geistertausch                           | Genie Swap                | 8. November 2007     | 18. Januar 2009              |
| 31 (2-05) | Doktor Emma                             | Soap Opera                | 9. November 2007     | 17. Januar 2009              |
| 32 (2-06) | Eau de Sophie                           | Eau de Sophie             | 12. November 2007    | 18. Januar 2009              |
| 33 (2-07) | Der Saftkrieg                           | Juice Wars                | 13. November 2007    | 18. Januar 2009              |
| 34 (2-08) | Super-Max                               | Super Max                 | 14. November 2007    | 17. Januar 2009              |
| 35 (2-09) | Verliebt in einen Stuhl                 | My Chair Lady             | 15. November 2007    | 26. Januar 2009              |
| 36 (2-10) | Der Quälgeist                           | Junior Genie              | 5. Dezember 2007     | 27. Januar 2009              |
| 37 (2-11) | Tropical Girl                           | Double Trouble            | 6. Dezember 2007     | 28. Januar 2009              |
| 38 (2-12) | Prinzessin Emma                         | Princess Emma             | 7. Dezember 2007     | 1. Februar 2009              |
| 39 (2-13) | Spike und Jason                         | Girls Will Be Boys        | 10. Dezember 2007    | 4. Februar 2009              |
| 40 (2-14) | Die Geister-Grippe                      | Genie Flu                 | 11. Dezember 2007    | 29. Januar 2009              |
| 41 (2-15) | Guten Morgen, Miss Norton!              | Good Morning, Miss Norton | 12. Dezember 2007    | 2. Februar 2009              |
| 42 (2-16) | Bühne frei für Emma!                    | Drama Queen               | 21. Mai 2008         | 3. Februar 2009              |
| 43 (2-17) | Der Musterschüler                       | Back to the Eighties      | 22. Mai 2008         | 5. Februar 2009              |
| 44 (2-18) | Alles Peanuts?                          | Forget About It           | 23. Mai 2008         | 30. Januar 2009              |
| 45 (2-19) | Der Geist des Jahres                    | Genie of the Year         | 23. Mai 2008         | 19. Februar 2009             |
| 46 (2-20) | Der große Bamboozle                     | Bamboozled                | 24. Mai 2008         | 15. Februar 2009             |
| 47 (2-21) | Könige und Kamele – Teil 1              | Trilogy I                 | 28. Mai 2008         | 16. Februar 2009             |
| 48 (2-22) | Könige und Kamele – Teil 2              | Trilogy II                | 29. Mai 2008         | 17. Februar 2009             |
| 49 (2-23) | Könige und Kamele – Teil 3              | Trilogy III               | 30. Mai 2008         | 18. Februar 2009             |
| 50 (2-24) | Hilfe, wir haben die Autos geschrumpft! | Car Wash                  | 23. Mai 2008         | 6. Februar 2009              |
| 51 (2-25) | Dad wird zum Dino                       | Mr. Write                 | 26. Mai 2008         | 6. März 2009                 |
| 52 (2-26) | Große Kunst                             | You've Been Framed        | 27. Mai 2008         | 7. März 2009                 |

| Nr.       | Deutscher Titel                 | Originaltitel                | Erstausstrahlung USA | Erstausstrahlung Deutschland |
| --------- | ------------------------------- | ---------------------------- | -------------------- | ---------------------------- |
| 53 (3-01) | Maxie Goes to Hollywood         | Max Actor                    | 14. August 2009      | 23. Januar 2010              |
| 54 (3-02) | Der Poesie-Club                 | Teacher's Pet                | 7. November 2008     | 24. Januar 2010              |
| 55 (3-03) | Gefesselt!                      | Don't Tie Me Down            | 12. August 2009      | 25. Januar 2010              |
| 56 (3-04) | Die Geisterhotline              | Genie Hotline                | 10. November 2008    | 26. Januar 2010              |
| 57 (3-05) | Rocken im Garten                | Rock On                      | 4. August 2009       | 27. Januar 2010              |
| 58 (3-06) | Haus auf hoher See              | Yo Ho Adil                   | 6. August 2009       | 28. Januar 2010              |
| 59 (3-07) | Der doppelte Clive              | Groovy Kind of Guy           | 8. November 2008     | 29. Januar 2010              |
| 60 (3-08) | Der Junge mit der Puppe         | Our House                    | 11. August 2009      | 7. Februar 2010              |
| 61 (3-09) | Glück im Unglück                | The Curse of the Genie Ring  | 4. November 2008     | 8. Februar 2010              |
| 62 (3-10) | Die Was-Ich-Will-Liste – Teil 1 | Adil Goes to School – Part 1 | 31. Dezember 2008    | 7. März 2010                 |
| 63 (3-11) | Die Was-Ich-Will-Liste – Teil 2 | Adil Goes to School – Part 2 | 31. Dezember 2008    | 7. März 2010                 |
| 64 (3-12) | Das Emma-Dilemma                | World on Emma                | 3. November 2008     | 29. November 2010            |

| Nr.       | Deutscher Titel                          | Originaltitel                 | Erstausstrahlung USA | Erstausstrahlung Deutschland   |
| --------- | ---------------------------------------- | ----------------------------- | -------------------- | ------------------------------ |
| 65 (4-01) | Welt-Geister-Tag                         | World Genie Day               | 23. August 2009      | 30. November 2010              |
| 66 (4-02) | Ponys und Piloten                        | Pony Tale                     | 6. Januar 2009       | 7. Dezember 2010               |
| 67 (4-03) | Blick in die Zukunft                     | Look to the Future            | 9. November 2008     | 3. Dezember 2010               |
| 68 (4-04) | Drama und Musik                          | Fame School                   | 20. November 2008    | 1. Dezember 2010               |
| 69 (4-05) | Die Nortons und die Hortons              | At Home with the Hortons      | 5. Januar 2009       | 6. Dezember 2010               |
| 70 (4-06) | Ein Haus voller Geister                  | House of Ghosts               | 3. August 2009       | 9. Dezember 2010               |
| 71 (4-07) | Zauberhafte Sophie                       | Sophie Genie                  | 5. August 2009       | 10. Dezember 2010              |
| 72 (4-08) | Affentheater                             | Rock the Casbah               | 7. August 2009       | 2. Dezember 2010               |
| 73 (4-09) | Besuch der alten Dame                    | Flower Power                  | 10. August 2009      | 8. Dezember 2010               |
| 74 (4-10) | Geist ohne Lampe – Teil 1                | Genie Without a Lamp – Part 1 | 22. August 2009      | 5. Februar 2011                |
| 75 (4-11) | Geist ohne Lampe – Teil 2                | Genie Without a Lamp – Part 2 | 22. August 2009      | 5. Februar 2011                |
| 76 (4-12) | Die Legende des Pariser Drachen – Teil 1 | Legend of the Dragon – Part 1 | 29. August 2009      | 5. Februar 2011                |
| 77 (4-13) | Die Legende des Pariser Drachen – Teil 2 | Legend of the Dragon – Part 2 | 29. August 2009      | bisher noch nicht ausgestrahlt |
| 78 (4-14) | Die Legende des Pariser Drachen – Teil 3 | Legend of the Dragon – Part 3 | 29. August 2009      | bisher noch nicht ausgestrahlt |

### Filme/Specials
| Staffel | Film/Special | Originaltitel        | Deutscher Titel                 | Dt. Erstausstrahlung                               | Brit. Erstausstrahlung                 |
| ------- | ------------ | -------------------- | ------------------------------- | -------------------------------------------------- | -------------------------------------- |
| 2       | 1            | Trilogy              | Könige und Kamele               | 16. Februar 2009 17. Februar 2009 18. Februar 2009 | 28. Mai 2008 29. Mai 2008 30. Mai 2008 |
| 3       | 2            | Adil Goes to School  | Die Was-Ich-Will-Liste          | 7. März 2010                                       | 31. Dezember 2008                      |
| 4       | 3            | Genie Without a Lamp | Geist ohne Lampe                | 5. Februar 2011                                    | 22. August 2009                        |
| 4       | 4            | Legend of the Dragon | Die Legende des Pariser Drachen | 5. Februar 2011                                    | 29. August 2009                        |

## Sonstiges
Ursprünglich sollte die Serie You Wish heißen, aber es existierte bereits eine US-amerikanische Serie mit diesem Namen.